# Ganella
Ganella es un género de foraminífero bentónico de la subfamilia Almaeninae, de la familia Almaenidae, de la superfamilia Nonionoidea, del suborden Rotaliina y del orden Rotaliida. Su especie tipo es Ganella neumannae. Su rango cronoestratigráfico abarca desde el Ypresiense (Eoceno inferior) hasta el Luteciense (Eoceno medio).

## Clasificación
Ganella incluye a la siguiente especie:
- Ganella neumannae

Otra especie considerada en Ganella es:
- Ganella polita, de posición genérica incierta